# 12 août en sport
12 juillet 12 septembre
Chronologies thématiques
- Croisades
- Ferroviaires
- Disney

Le 12 août (224e jour de l'année ou 225e en cas d'année bissextile) en sport.

## Événements

### XIXesiècle
- 1837 :
  - (Aviron) : première régate d’aviron en France (Dieppe).
- 1863 :
  - (Cricket) : le club de Hampshire County Cricket Club est créé.

### XXesièclede1901à1950
- 1909 :
  - (Sport automobile) : inauguration de l'Indianapolis Motor Speedway d'Indianapolis avec une course automobile qui se termine en tragédie (plusieurs morts, de nombreux pilotes blessés) à cause du revêtement de la piste.
- 1928 :
  - (Jeux olympiques) : à Amsterdam, clôture des Jeux olympiques d'été de 1928.
- 1937 :
  - (Athlétisme) : Mel Walker porte le record du monde de saut en hauteur à 2,09 m.

### XXesièclede1951à2000
- 1959 :
  - (Athlétisme) : Ralph Boston bat  le record du monde du saut en longueur à 8,21 m.
- 1964 :
  - (Jeux olympiques) : l'Afrique du Sud est exclue des Jeux olympiques en raison de l'Apartheid.
- 1972 :
  - (Football américain) : inauguration à Kansas City du Arrowhead Stadium.
- 1979 :
  - (Formule 1) : Grand Prix automobile d'Autriche
- 1984 :
  - (Jeux olympiques) : à Los Angeles, clôture des Jeux olympiques d'été de 1984
- 1987 :
  - (Athlétisme) : Alessandro Andrei bat le record du monde du lancer du poids trois fois de suite : 22,72 m, puis 22,84 m, enfin 22,91 m.
- 1990 :
  - (Formule 1) : Grand Prix automobile de Hongrie.
- 1994 :
  - (Baseball) : les joueurs de la Ligue majeure de baseball déclenchent une grève qui met fin à la saison et cause l'annulation de la Série mondiale.
- 2000 :
  - (Formule 1) : Grand Prix automobile de Hongrie.

### XXIesiècle
- 2007 :
  - (Baseball) : les Huskies de Rouen remportent un quatrième titre de champion de France en cinq ans en s'imposant en finale contre les Templiers de Sénart par trois victoires à deux.
  - (Golf) : l'Américain Tiger Woods remporte son 13e tournoi du grand chelem, lors de l'USPGA.
  - (Sport automobile) : le Français Sébastien Bourdais remporte sa 27e victoire en Champ Car en s'imposant lors du Grand Prix d'Elkhart Lake, dans le Wisconsin, devant l'Anglais Dan Clarke et l'Américain Graham Rahal. Le futur pilote Toro Rosso compte désormais 37 points d'avance sur le Néerlandais Robert Doornbos au classement général.
  - (Tennis) : après avoir éliminé David Nalbandian, Andy Roddick et Rafael Nadal, le Serbe Novak Djokovic remporte le tournoi Masters Series de Tennis du Canada de l'ATP World Tour en s'imposant en finale devant le no 1 mondial, le Suisse Roger Federer, 7-6, 2-6, 7-6.
- 2012 : 
  - (JO) 19e jour de compétition et cérémonie de clôture des Jeux olympiques.
- 2014 :
  - (Football) : au Cardiff City Stadium, le Real Madrid, vainqueur de la Ligue des champions remporte la Supercoupe de l'UEFA  2-0 en battant le Séville FC, vainqueur de la Ligue Europa.
- 2016 :
  - (Football/Ligue 1) : début de la saison de ligue 1 qui s'achèvera le 20 mai 2017.
  - (Jeux olympiques de Rio 2016) : 10e jour de compétition aux Jeux de Rio.
- 2017 :
  - (Athlétisme /Championnats du monde) : sur la 9e journée des Championnats du monde d'athlétisme, chez les hommes, victoire sur le 5 000 m de l'Éthiopien Muktar Edris, au lancer de javelot, victoire de l'Allemand Johannes Vetter, au décathlon, victoire du Français Kévin Mayer et sur le relais 4×100m, victoire des Britanniques Chijindu Ujah, Adam Gemili, Daniel Talbot et Nethaneel Mitchell-Blake; chez les femmes, sur le 100 m haies, victoire de l'Australienne Sally Pearson, sur le saut en hauteur, victoire de la Russe Mariya Lasitskene qui concourait sous la bannière  ANA puis sur le relais 4×100m, victoire des américaines Aaliyah Brown, Allyson Felix, Morolake Akinosun et Tori Bowie.
- 2018 :
  - (Championnats sportifs européens) : sur la 10e journée de compétition, en athlétisme, chez les hommes, sur le marathon, victoire du Belge Koen Naert, à la perche, victoire du Suédois Armand Duplantis, au triple saut, victoire du Portugais Nelson Évora et sur le relais 4×100m, victoire des Britanniques Chijindu Ujah, Zharnel Hughes, Adam Gemili et Harry Aikines-Aryeetey. Chez les femmes, sur le marathon, victoire de la belarusse Volha Mazuronak, au marteau, victoire de la Polonaise Anita Włodarczyk, sur le 1 500m, victoire de la Britannique Laura Muir, sur le 5 000m, victoire de la Néerlandaise Sifan Hassan, sur 3 000m steeple, victoire de l'Allemande Gesa Felicitas Krause et sur le relais 4×100m, victoire des Britanniques Asha Philip, Imani Lansiquot, Bianca Williams et Dina Asher-Smith. En plongeon, chez les femmes, au tremplin à 3m synchronisé, victoire des Italiennes Elena Bertocchi et Chiara Pellacani, chez les hommes, sur la plateforme à 10m, victoire du Russe Aleksandr Bondar. En eau libre, sur le 25km, victoire, chez les hommes du Hongrois Kristóf Rasovszky et chez les femmes, de l'Italienne Arianna Bridi. en cyclisme sur route, victoire de l'Italien Matteo Trentin. En golf, par équipes, chez les hommes, victoire des Espagnols Santiago Tarrío Ben et David Borda et chez les femmes, victoire des Suédoises Cajsa Persson et Linda Wessberg. En gymnastique artistique masculine, au sol, victoire du Britannique Dominick Cunningham, au cheval d'arçon, victoire de l'Irlandais Rhys McClenaghan, aux anneaux, victoire du Grec Elefthérios Petroúnias, au saut de cheval et aux barres parallèles, victoire du Russe Artur Dalaloyan puis à la barre fixe, victoire du Suisse Oliver Hegi.
- 2023 :
  - (Cyclisme /Mondiaux) : sur les épreuves de VTT en cross-country chez les hommes, c'est le Britannique Tom Pidcock et chez les femmes, la Française Pauline Ferrand-Prévot qui s'imposent en Élites. Pauline Ferrand-Prévot remporte aussi le cross-country short track.
- 2024 :
  - (Cyclisme sur route /Tour de France Femmes) : début de la 3e édition du Tour de France Femmes qui se tient jusqu'au 18 août 2024[1]. Sur la 1re étape qui se déroule entre Rotterdam et La Haye, aux Pays-Bas, sur une distance de 123 kilomètres[2], victoire de la Néerlandaise Charlotte Kool qui s'impose au sprint et qui est leader du classement général.

## Naissances

### XIXesiècle
- 1855 : 
  - John Smith, footballeur et joueur de rugby à XV écossais. (10 sélections en équipe d'Écosse de football). († 15 décembre 1937).
- 1864 :
  - Douglas Robinson, joueur de cricket franco-britannique. Médaillé d'argent aux Jeux de Paris 1900. († 19 janvier 1937).
- 1869 : 
  - Fred Parfitt, joueur de rugby à XV gallois. Vainqueur du Tournoi britannique de rugby à XV 1893. (9 sélections en équipe nationale). († 20 mars 1953).
- 1880 : 
  - Christy Mathewson, joueur de baseball américain. († 7 octobre 1925).
- 1887 : 
  - George Kimpton, footballeur puis entraîneur anglais. († 15 février 1968).
- 1891 : 
  - John McDermott, golfeur américain. Vainqueur des US Open 1911 et 1912. († 1er août 1971).

### XXesièclede1901à1950
- 1906 :
  - Harry Hopman, joueur de tennis puis entraîneur australien. Vainqueur de la Coupe Davis 1939. Capitaine de l'équipe d'Australie de 1950 à 1967. († 27 décembre 1985).
- 1907 : 
  - Andrew Charlton, nageur australien. Champion olympique du 1 500 m, médaillé d'argent du relais 4×200m et médaillé de bronze du 400 m nage libre aux Jeux de Paris 1924 puis médaillé d'argent du 1 500 m et du 400 m nage libre aux Jeux d'Amsterdam 1928. († 10 décembre 1975).
- 1917 : 
  - Albert Ferrasse joueur de rugby à XV puis dirigeant sportif français. Président de la FFR de 1968 à 1991. († 28 juillet 2011).
  - Pierre Tacca, cycliste sur route français.  († 18 octobre 1984).
- 1926 : 
  - René Vignal, footballeur français. (17 sélections en équipe de France). († 21 novembre 2016).
- 1929 : 
  - René Brejassou, joueur de rugby à XV français. (15 sélections en équipe de France). († 13 juin 2011).
- 1933 : 
  - Parnelli Jones, pilote de courses automobile américain. Vainqueur des 500 miles d'Indianapolis 1963. († 4 juin 2024).
- 1936 : 
  - Rachid Mekhloufi, footballeur puis entraîneur franco-algérien. (4 sélections avec l'équipe de France et 11 avec l'l'équipe d'Algérie). Sélectionneur de l'Équipe d'Algérie de 1971 à 1972, de 1975 à 1979 puis en 1982. († 8 novembre 2024).
- 1939 :
  - Pam Kilborn, athlète de haies australienne. Médaillée de bronze du 80 m haies aux Jeux de Tokyo 1964 médaillé d'argent du 80 m haies aux Jeux de Mexico 1968.
- 1940 : 
  - Fernando Cruz, footballeur portugais. († 16 août 2025).
- 1942 : 
  - Pat Rupp, hockeyeur sur glace américain. († 2 février 2006).
- 1949 : 
  - John Winter, pilote de course automobile d'endurance allemand. († 11 janvier 2001).
- 1950 : 
  - George McGinnis, joueur de basket-ball américain. († 14 décembre 2023).

### XXesièclede1951à2000
- 1953 : 
  - Rolland Courbis, footballeur puis entraîneur et consultant TV français. Sélectionneur de l'équipe du Niger en 2012.
- 1956 :
  - Brigitte Kraus, athlète de demi-fond allemande.
- 1960 :
  - Laurent Fignon, cycliste sur route français. Vainqueur des Tours de France 1983 et 1984, du Tour d'Italie 1989, de la Flèche wallonne 1986, et des Milan-San Remo 1988 et 1989. († 31 août 2010).
  - Laurent Seigne, joueur de rugby français. Vainqueur du Tournoi des Cinq Nations 1993. (15 sélections en équipe de France).
- 1961 :
  - Tetyana Samoylenko, athlète de demi-fond soviétique puis ukrainienne. Championne olympique du 3 000 m et médaillée de bronze du 1 500 m aux jeux de Séoul 1988 puis médaillée d'argent du 3 000 m aux Jeux de Barcelone 1992. Championne du monde d'athlétisme du 1 500 m et du 3 000 m 1987 puis du 3 000 m et médaillée d'argent du 1 500 m 1991.
- 1967 : 
  - Emil Kostadinov, footballeur bulgare. Vainqueur de la Coupe UEFA 1996. (70 sélections en équipe nationale).
  - Regilio Tuur, boxeur néerlandais.
- 1971 : 
  - Pete Sampras, joueur de tennis américain. Vainqueur des US Open de tennis 1990, 1993, 1995, 1996 et 2002, des Tournois de Wimbledon 1993, 1994, 1995, 1997, 1998, 1999 et 2000, des Opens d'Australie 1994 et 1997, des Masters de tennis masculin 1991, 1994, 1996, 1997 et 1999, des Coupe Davis 1992 et 1995.
- 1972 :
  - Mark Davis, joueur de snooker anglais.
  - Mark Kinsella, footballeur irlandais. (48 sélections en équipe nationale).
  - Tony Marsh, joueur de rugby franco-néo-zélandais. Vainqueur du Grand Chelem 2002, des Challenges européens 1999 et 2007. (21 sélections en équipe de France).
  - Paolo Orlandoni, footballeur italien. Vainqueur de la Ligue des champions de l'UEFA 2010.
- 1973 : 
  - Joseba Beloki, cycliste sur route espagnol.
  - Todd Marchant, hockeyeur sur glace américain.
- 1974 : 
  - Pavel Kováč, footballeur slovaque. (2 sélections en équipe nationale).
- 1975 : 
  - Steven Elm, patineur de vitesse canadien. Médaillé d’argent de la poursuite par équipes aux Jeux de Turin 2006.
- 1976 :
  - Brad Lukowich, hockeyeur sur glace puis entraîneur canadien.
  - Henry Tuilagi, joueur de rugby à XV samoan. (10 sélections en équipe nationale).
  - Antoine Walker, basketteur américain.
- 1977 :
  - Jesper Grønkjær, footballeur danois. (80 sélections en équipe nationale).
  - Iva Majoli, joueuse de tennis croate. Victorieuse du tournoi de Roland Garros 1997.
- 1978 : 
  - Hayley Wickenheiser, hockeyeuse sur glace canadienne. Médaillé d'argent aux Jeux de Nagano 1998 puis championne olympique aux Salt Lake City 2002, aux Jeux de Turin 2006, aux Jeux de Vancouver 2010 et aux Jeux de Sotchi 2014. Championne du monde de hockey sur glace 1994, 1997, 1999, 2000, 2004, 2007 et 2012.
- 1979 : 
  - Cindy Klassen, patineuse de vitesse canadienne. Médaillé de bronze sur 3 000 m aux Jeux de Salt Lake City 2002 puis championne olympique du 1 500 m, médaillé d'argent du 1 000 m, de bronze du 3 000 m et 5 000 m aux Jeux de Turin 2006. Championne du monde de patinage de vitesse du 1 500 m et 3 000 m 2005.
- 1980 : 
  - Ernesto Chevantón, footballeur uruguayen. Vainqueur de la Coupe UEFA 2007. (22 sélections en équipe nationale).
- 1981 : 
  - Djibril Cissé, footballeur puis consultant TV français. Vainqueur de la Ligue des champions 2005. (41 sélections en équipe de France).
- 1982 :
  - María José Martínez Sánchez, joueuse de tennis espagnole.
- 1983 : 
  - Klaas-Jan Huntelaar, footballeur néerlandais. (76 sélections en équipe nationale).
- 1984 : 
  - Sherone Simpson, athlète de sprint jamaïcaine. Championne olympique du relais 4×100m aux Jeux d'Athènes 2004, médaillée d'argent sur 100 m aux Jeux de Pékin 2008 puis médaillée d'argent du relais 4×100m aux Jeux de Londres 2012. Championne du monde d'athlétisme du 4×100 m 2015.
  - Valentin Ursache, joueur de rugby à XV roumain. (44 sélections en équipe nationale).
- 1985 : 
  - Osmany Juantorena, volleyeur cubain puis italien. Vainqueur des Ligue des champions de volley-ball masculin 2010 et 2011. (75 sélections avec l'équipe de Cuba et 15 avec celle d'Italie).
- 1986 :
  - Peggy Nietgen, footballeuse allemand. Victorieuse de la Coupe féminine de l'UEFA 2005.
- 1987 :
  - Matt Gillett, joueur de rugby à XIII australien. (8 sélections en équipe nationale).
- 1988 : 
  - Tejay van Garderen, cycliste sur route américain. Champion du monde de cyclisme sur route par équipes contre-la-montre 2014
- 1989 :
  - Dewayne Dedmon, basketteur américain.
  - Charlène Guignard, patineuse artistique de danse sur glace franco-italienne.
- 1990 : 
  - Mario Balotelli, footballeur ghanéeo-italien. Vainqueur de la Ligue des champions 2010. (36 sélections avec l'équipe d'Italie).
  - Wissam Ben Yedder, footballeur franco-tunisien. Vainqueur de la Ligue des nations de l'UEFA 2021. (19 sélection avec l'équipe de France).
- 1991 : 
  - Mads Mensah Larsen, handballeur danois. Champion olympique aux Jeux de Rio 2016 puis médaillé d'argent aux Jeux de Tokyo 2020. Champion du monde masculin de handball 2019, 2021 et 2023. (183 sélections en équipe du Danemark).
  - Khris Middleton, basketteur américain.
- 1992 :
  - Romain Cardis, cycliste sur route français.
  - Gonzalo Peillat, hockeyeur sur gazon argentin puis allemand. Champion olympique aux Jeux de Rio 2016. (27 sélections avec l'équipe d'Argentine et 2 avec celle d'Allemagne).
  - Daria Samokhina, handballeuse russe. Victorieuse de la Coupe de l'EHF féminine 2014. (24 sélections en équipe nationale).
- 1994 : 
  - Thomas Jordier, athlète de sprint français.
  - Yan Marillat, footballeur français.
- 1995 : 
  - Grejohn Kyei, footballeur français.
- 1996 : 
  - Arthur, footballeur brésilien. Vainqueur de la Copa Libertadores 2017. (13 sélections en équipe nationale).
- 1997 : 
  - Steve Ambri, footballeur franco-sénégalo-bissaoguinéen. (5 sélections avec l'équipe de Guinée-Bissau).
  - Yōta Maejima, footballeur japonais
  - Léandra Olinga Andela, volleyeuse franco-camerounaise. (64 sélections avec l'équipe de France).
- 1998 : 
  - Stéfanos Tsitsipás, joueur de tennis grec. Vainqueur des Masters 2019.
- 2000 :
  - Christ Esabe, boxeur français.

### XXIesiècle
- 2008 : 
  - Kauã Prates, footballeur brésilien.

## Décès

### XXesièclede1901à1950
- 1904 : 
  - William Renshaw, 43 ans, joueur de tennis britannique. Vainqueur des Tournois de Wimbledon 1881, 1882, 1883, 1884, 1885, 1886 et 1889. (° 3 janvier 1861).
- 1943 : 
  - Julien Wartelle, 54 ans, gymnaste français. Médaillé de bronze du concours général par équipes aux Jeux d'Anvers 1920. (° 26 février 1889).

### XXesièclede1951à2000
- 1956 : 
  - Gianpiero Combi, 53 ans, footballeur italien. Médaillé de bronze aux Jeux d'Amsterdam 1928. Champion du monde de football 1934. Sélectionneur de l'équipe d'Italie de 1950 à 1952. (47 sélections en équipe nationale). (° 20 novembre 1902).
- 1980 : 
  - Patrick Pons, 27 ans, pilote moto français. Champion du monde de vitesse moto en 750 cm3 1979. (° 24 décembre 1952).
- 1982 : 
  - Salvador Sánchez, 23 ans, boxeur mexicain. Champion du monde poids plumes de 1980 à 1982. (° 26 janvier 1959).
- 1983 : 
  - Wavell Wakefield, 85 ans, joueur de rugby à XV anglais. Vainqueur du Tournoi des Cinq Nations 1920 puis des Grands Chelems 1921, 1923 et 1924. (31 sélections en équipe nationale). (° 10 mars 1898).
- 1985 : 
  - Manfred Winkelhock, 33 ans, pilote de F1 et de courses automobile d'endurance allemand. (° 6 octobre 1951).

### XXIesiècle
- 2002 : 
  - Knud Lundberg, 82 ans, footballeur danois. Médaillé de bronze aux Jeux de Londres 1948. (39 sélections en équipe nationale). (° 14 mai 1920).
  - Enos Slaughter, 86 ans, joueur de baseball américain. (° 27 avril 1916).
- 2003 : 
  - Christian Boussus, 95 ans, joueur de tennis français. Vainqueur des Coupe Davis 1929, 1930, 1931 et 1932. (° 5 mars 1908).
- 2007 : 
  - Christian Elder, 38 ans, pilote de courses automobile américain. (° 6 décembre 1968).
- 2017 : 
  - Bryan Murray, 74 ans, entraîneur de hockey sur glace canadien. (° 5 décembre 1942).
- 2019 :
- José Luis Brown, 62 ans, footballeur argentin. Champion du monde de football 1986. (36 sélections en équipe nationale). (° 11 novembre 1956).